# Макрук

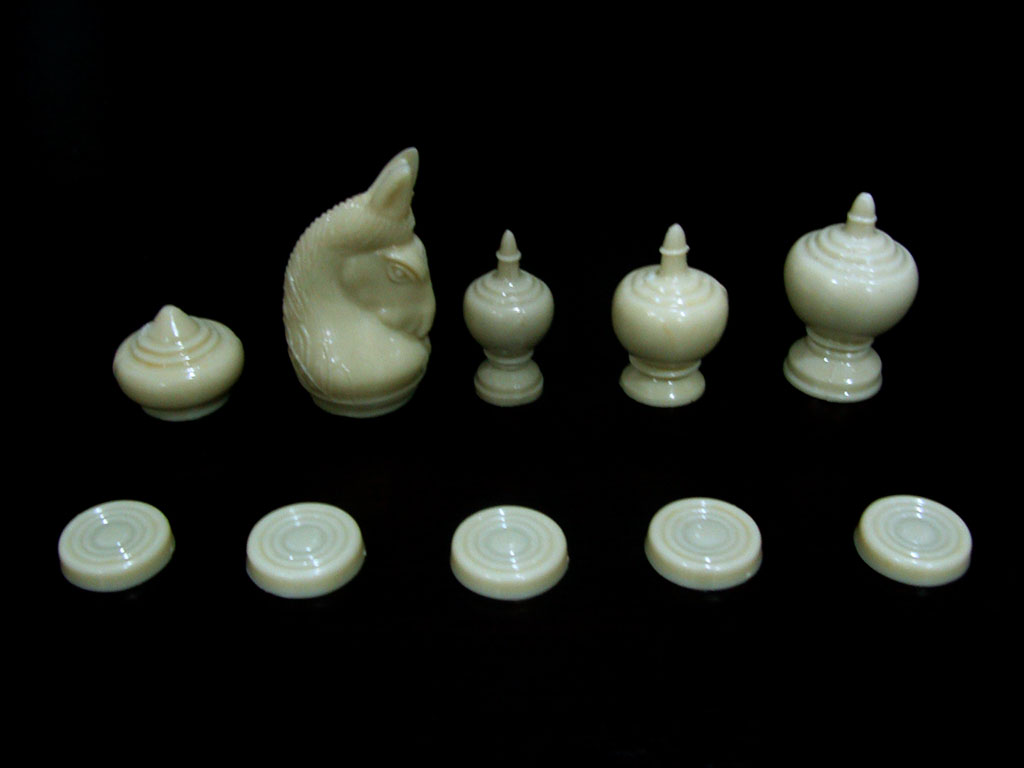
Фігури тайських шахів: (зліва направо) тура, кінь, королева, слон, король, передній ряд пішаків.

Макрук, тайські шахи  (тай. หมากรุก) — настільна шахова гра у Таїланді та Камбоджі, що походить від старовинної індійської гри Чатуранґа. Вважають[хто?], що макрук більше схожий на чатуранґу ніж шахи. Два мільйони тайців уміють грати у макрук, цю гру вивчають у тайських школах як факультативний предмет. Це найкраще розвинений варіант шахів у світі.

## Історія
Гра відома з часів Кхмерської імперії. Збереглися рельєфи у Ангкор-Ваті датовані XII ст., що зображують гру в макрук. У описі королівства Чампа (територія В'єтнаму 1285 р.), Марко Поло згадує чорне дерево з якого роблять шахи. Проте у виготовлені в'єтнамських шахів не використовували чорне дерево. Очевидно Марко Поло бачив набір шах з Камбоджі.
Перші європейські згадки про тайські шахи зустрічаємо у звіті французького посла Ля Лоубере, що перебував у Сіамі з місією у 1687-1688 роках. Опис макруку зробив капітан Джеймс Лоу під час дослідження Азії у 1836. Перший детальний опис гри зроблений Едвардом Фалькнером у 1889 році зі слів міністра закордонних справ Сіаму принца Девауонгсіі, сина короля Монгкута.

## Правила

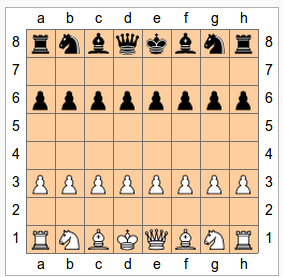
Розміщення фігур перед початком партії.

### Фігури
Фігури слона, королеви та короля мають однакову форму і відрізняються лише розміром. Дошка не поділяється на чорні і білі клітинки.   
- Пішак (тай. เบี้ย біа, мушля каурі) рухається і б'є так само як і пішак у шахах, але стоїть на ряд далі від основних фігур, не може долати дві клітинки на початку гри.  Пішак, що досяг кінця дошки перетворюється на королеву (тай. เบี้ยหงาย біа-нгай, перевернута мушля).
- Королева (тай. เม็ด мет, насіння) — найслабкіша фігура. На відміну від шахів королева може ходити всього на одну клітинку і лише по діагоналі. Подібні правила існували у попередниці шахів Шатрандж.
- Слон (тай. โคน кхон, вельможа) рухається всього на одну клітинку по діагоналі та на одну клітинку вперед.
- Кінь (тай. ม้า ма, кінь) рухається як і кінь у шахах. Проте через відсутність поділу дошки на темні і світлі клітинки гравцям візуально не так легко визначити куди ходить кінь.
- Тура (тай. เรือ руа, човен) — одна з найсильніших фігур макрука. Ходить як тура у шахах.
- Король (тай. ขุน кун, дрібний феодал, поважна людина) ходить як король у шахах. Мат королю означає кінець гри. Король не може здійснювати рокіровку. Король виставляється завжди зліва від королеви.

|   | a | b | c | d | e | f | g | h |   |
| 8 | e6 чорний хрестик · f6 чорний хрестик · g6 чорний хрестик · e5 чорний хрестик · f5 білий король · g5 чорний хрестик · e4 чорний хрестик · f4 чорний хрестик · g4 чорний хрестик | e6 чорний хрестик · f6 чорний хрестик · g6 чорний хрестик · e5 чорний хрестик · f5 білий король · g5 чорний хрестик · e4 чорний хрестик · f4 чорний хрестик · g4 чорний хрестик | e6 чорний хрестик · f6 чорний хрестик · g6 чорний хрестик · e5 чорний хрестик · f5 білий король · g5 чорний хрестик · e4 чорний хрестик · f4 чорний хрестик · g4 чорний хрестик | e6 чорний хрестик · f6 чорний хрестик · g6 чорний хрестик · e5 чорний хрестик · f5 білий король · g5 чорний хрестик · e4 чорний хрестик · f4 чорний хрестик · g4 чорний хрестик | e6 чорний хрестик · f6 чорний хрестик · g6 чорний хрестик · e5 чорний хрестик · f5 білий король · g5 чорний хрестик · e4 чорний хрестик · f4 чорний хрестик · g4 чорний хрестик | e6 чорний хрестик · f6 чорний хрестик · g6 чорний хрестик · e5 чорний хрестик · f5 білий король · g5 чорний хрестик · e4 чорний хрестик · f4 чорний хрестик · g4 чорний хрестик | e6 чорний хрестик · f6 чорний хрестик · g6 чорний хрестик · e5 чорний хрестик · f5 білий король · g5 чорний хрестик · e4 чорний хрестик · f4 чорний хрестик · g4 чорний хрестик | e6 чорний хрестик · f6 чорний хрестик · g6 чорний хрестик · e5 чорний хрестик · f5 білий король · g5 чорний хрестик · e4 чорний хрестик · f4 чорний хрестик · g4 чорний хрестик | 8 |
| 7 | e6 чорний хрестик · f6 чорний хрестик · g6 чорний хрестик · e5 чорний хрестик · f5 білий король · g5 чорний хрестик · e4 чорний хрестик · f4 чорний хрестик · g4 чорний хрестик | e6 чорний хрестик · f6 чорний хрестик · g6 чорний хрестик · e5 чорний хрестик · f5 білий король · g5 чорний хрестик · e4 чорний хрестик · f4 чорний хрестик · g4 чорний хрестик | e6 чорний хрестик · f6 чорний хрестик · g6 чорний хрестик · e5 чорний хрестик · f5 білий король · g5 чорний хрестик · e4 чорний хрестик · f4 чорний хрестик · g4 чорний хрестик | e6 чорний хрестик · f6 чорний хрестик · g6 чорний хрестик · e5 чорний хрестик · f5 білий король · g5 чорний хрестик · e4 чорний хрестик · f4 чорний хрестик · g4 чорний хрестик | e6 чорний хрестик · f6 чорний хрестик · g6 чорний хрестик · e5 чорний хрестик · f5 білий король · g5 чорний хрестик · e4 чорний хрестик · f4 чорний хрестик · g4 чорний хрестик | e6 чорний хрестик · f6 чорний хрестик · g6 чорний хрестик · e5 чорний хрестик · f5 білий король · g5 чорний хрестик · e4 чорний хрестик · f4 чорний хрестик · g4 чорний хрестик | e6 чорний хрестик · f6 чорний хрестик · g6 чорний хрестик · e5 чорний хрестик · f5 білий король · g5 чорний хрестик · e4 чорний хрестик · f4 чорний хрестик · g4 чорний хрестик | e6 чорний хрестик · f6 чорний хрестик · g6 чорний хрестик · e5 чорний хрестик · f5 білий король · g5 чорний хрестик · e4 чорний хрестик · f4 чорний хрестик · g4 чорний хрестик | 7 |
| 6 | e6 чорний хрестик · f6 чорний хрестик · g6 чорний хрестик · e5 чорний хрестик · f5 білий король · g5 чорний хрестик · e4 чорний хрестик · f4 чорний хрестик · g4 чорний хрестик | e6 чорний хрестик · f6 чорний хрестик · g6 чорний хрестик · e5 чорний хрестик · f5 білий король · g5 чорний хрестик · e4 чорний хрестик · f4 чорний хрестик · g4 чорний хрестик | e6 чорний хрестик · f6 чорний хрестик · g6 чорний хрестик · e5 чорний хрестик · f5 білий король · g5 чорний хрестик · e4 чорний хрестик · f4 чорний хрестик · g4 чорний хрестик | e6 чорний хрестик · f6 чорний хрестик · g6 чорний хрестик · e5 чорний хрестик · f5 білий король · g5 чорний хрестик · e4 чорний хрестик · f4 чорний хрестик · g4 чорний хрестик | e6 чорний хрестик · f6 чорний хрестик · g6 чорний хрестик · e5 чорний хрестик · f5 білий король · g5 чорний хрестик · e4 чорний хрестик · f4 чорний хрестик · g4 чорний хрестик | e6 чорний хрестик · f6 чорний хрестик · g6 чорний хрестик · e5 чорний хрестик · f5 білий король · g5 чорний хрестик · e4 чорний хрестик · f4 чорний хрестик · g4 чорний хрестик | e6 чорний хрестик · f6 чорний хрестик · g6 чорний хрестик · e5 чорний хрестик · f5 білий король · g5 чорний хрестик · e4 чорний хрестик · f4 чорний хрестик · g4 чорний хрестик | e6 чорний хрестик · f6 чорний хрестик · g6 чорний хрестик · e5 чорний хрестик · f5 білий король · g5 чорний хрестик · e4 чорний хрестик · f4 чорний хрестик · g4 чорний хрестик | 6 |
| 5 | e6 чорний хрестик · f6 чорний хрестик · g6 чорний хрестик · e5 чорний хрестик · f5 білий король · g5 чорний хрестик · e4 чорний хрестик · f4 чорний хрестик · g4 чорний хрестик | e6 чорний хрестик · f6 чорний хрестик · g6 чорний хрестик · e5 чорний хрестик · f5 білий король · g5 чорний хрестик · e4 чорний хрестик · f4 чорний хрестик · g4 чорний хрестик | e6 чорний хрестик · f6 чорний хрестик · g6 чорний хрестик · e5 чорний хрестик · f5 білий король · g5 чорний хрестик · e4 чорний хрестик · f4 чорний хрестик · g4 чорний хрестик | e6 чорний хрестик · f6 чорний хрестик · g6 чорний хрестик · e5 чорний хрестик · f5 білий король · g5 чорний хрестик · e4 чорний хрестик · f4 чорний хрестик · g4 чорний хрестик | e6 чорний хрестик · f6 чорний хрестик · g6 чорний хрестик · e5 чорний хрестик · f5 білий король · g5 чорний хрестик · e4 чорний хрестик · f4 чорний хрестик · g4 чорний хрестик | e6 чорний хрестик · f6 чорний хрестик · g6 чорний хрестик · e5 чорний хрестик · f5 білий король · g5 чорний хрестик · e4 чорний хрестик · f4 чорний хрестик · g4 чорний хрестик | e6 чорний хрестик · f6 чорний хрестик · g6 чорний хрестик · e5 чорний хрестик · f5 білий король · g5 чорний хрестик · e4 чорний хрестик · f4 чорний хрестик · g4 чорний хрестик | e6 чорний хрестик · f6 чорний хрестик · g6 чорний хрестик · e5 чорний хрестик · f5 білий король · g5 чорний хрестик · e4 чорний хрестик · f4 чорний хрестик · g4 чорний хрестик | 5 |
| 4 | e6 чорний хрестик · f6 чорний хрестик · g6 чорний хрестик · e5 чорний хрестик · f5 білий король · g5 чорний хрестик · e4 чорний хрестик · f4 чорний хрестик · g4 чорний хрестик | e6 чорний хрестик · f6 чорний хрестик · g6 чорний хрестик · e5 чорний хрестик · f5 білий король · g5 чорний хрестик · e4 чорний хрестик · f4 чорний хрестик · g4 чорний хрестик | e6 чорний хрестик · f6 чорний хрестик · g6 чорний хрестик · e5 чорний хрестик · f5 білий король · g5 чорний хрестик · e4 чорний хрестик · f4 чорний хрестик · g4 чорний хрестик | e6 чорний хрестик · f6 чорний хрестик · g6 чорний хрестик · e5 чорний хрестик · f5 білий король · g5 чорний хрестик · e4 чорний хрестик · f4 чорний хрестик · g4 чорний хрестик | e6 чорний хрестик · f6 чорний хрестик · g6 чорний хрестик · e5 чорний хрестик · f5 білий король · g5 чорний хрестик · e4 чорний хрестик · f4 чорний хрестик · g4 чорний хрестик | e6 чорний хрестик · f6 чорний хрестик · g6 чорний хрестик · e5 чорний хрестик · f5 білий король · g5 чорний хрестик · e4 чорний хрестик · f4 чорний хрестик · g4 чорний хрестик | e6 чорний хрестик · f6 чорний хрестик · g6 чорний хрестик · e5 чорний хрестик · f5 білий король · g5 чорний хрестик · e4 чорний хрестик · f4 чорний хрестик · g4 чорний хрестик | e6 чорний хрестик · f6 чорний хрестик · g6 чорний хрестик · e5 чорний хрестик · f5 білий король · g5 чорний хрестик · e4 чорний хрестик · f4 чорний хрестик · g4 чорний хрестик | 4 |
| 3 | e6 чорний хрестик · f6 чорний хрестик · g6 чорний хрестик · e5 чорний хрестик · f5 білий король · g5 чорний хрестик · e4 чорний хрестик · f4 чорний хрестик · g4 чорний хрестик | e6 чорний хрестик · f6 чорний хрестик · g6 чорний хрестик · e5 чорний хрестик · f5 білий король · g5 чорний хрестик · e4 чорний хрестик · f4 чорний хрестик · g4 чорний хрестик | e6 чорний хрестик · f6 чорний хрестик · g6 чорний хрестик · e5 чорний хрестик · f5 білий король · g5 чорний хрестик · e4 чорний хрестик · f4 чорний хрестик · g4 чорний хрестик | e6 чорний хрестик · f6 чорний хрестик · g6 чорний хрестик · e5 чорний хрестик · f5 білий король · g5 чорний хрестик · e4 чорний хрестик · f4 чорний хрестик · g4 чорний хрестик | e6 чорний хрестик · f6 чорний хрестик · g6 чорний хрестик · e5 чорний хрестик · f5 білий король · g5 чорний хрестик · e4 чорний хрестик · f4 чорний хрестик · g4 чорний хрестик | e6 чорний хрестик · f6 чорний хрестик · g6 чорний хрестик · e5 чорний хрестик · f5 білий король · g5 чорний хрестик · e4 чорний хрестик · f4 чорний хрестик · g4 чорний хрестик | e6 чорний хрестик · f6 чорний хрестик · g6 чорний хрестик · e5 чорний хрестик · f5 білий король · g5 чорний хрестик · e4 чорний хрестик · f4 чорний хрестик · g4 чорний хрестик | e6 чорний хрестик · f6 чорний хрестик · g6 чорний хрестик · e5 чорний хрестик · f5 білий король · g5 чорний хрестик · e4 чорний хрестик · f4 чорний хрестик · g4 чорний хрестик | 3 |
| 2 | e6 чорний хрестик · f6 чорний хрестик · g6 чорний хрестик · e5 чорний хрестик · f5 білий король · g5 чорний хрестик · e4 чорний хрестик · f4 чорний хрестик · g4 чорний хрестик | e6 чорний хрестик · f6 чорний хрестик · g6 чорний хрестик · e5 чорний хрестик · f5 білий король · g5 чорний хрестик · e4 чорний хрестик · f4 чорний хрестик · g4 чорний хрестик | e6 чорний хрестик · f6 чорний хрестик · g6 чорний хрестик · e5 чорний хрестик · f5 білий король · g5 чорний хрестик · e4 чорний хрестик · f4 чорний хрестик · g4 чорний хрестик | e6 чорний хрестик · f6 чорний хрестик · g6 чорний хрестик · e5 чорний хрестик · f5 білий король · g5 чорний хрестик · e4 чорний хрестик · f4 чорний хрестик · g4 чорний хрестик | e6 чорний хрестик · f6 чорний хрестик · g6 чорний хрестик · e5 чорний хрестик · f5 білий король · g5 чорний хрестик · e4 чорний хрестик · f4 чорний хрестик · g4 чорний хрестик | e6 чорний хрестик · f6 чорний хрестик · g6 чорний хрестик · e5 чорний хрестик · f5 білий король · g5 чорний хрестик · e4 чорний хрестик · f4 чорний хрестик · g4 чорний хрестик | e6 чорний хрестик · f6 чорний хрестик · g6 чорний хрестик · e5 чорний хрестик · f5 білий король · g5 чорний хрестик · e4 чорний хрестик · f4 чорний хрестик · g4 чорний хрестик | e6 чорний хрестик · f6 чорний хрестик · g6 чорний хрестик · e5 чорний хрестик · f5 білий король · g5 чорний хрестик · e4 чорний хрестик · f4 чорний хрестик · g4 чорний хрестик | 2 |
| 1 | e6 чорний хрестик · f6 чорний хрестик · g6 чорний хрестик · e5 чорний хрестик · f5 білий король · g5 чорний хрестик · e4 чорний хрестик · f4 чорний хрестик · g4 чорний хрестик | e6 чорний хрестик · f6 чорний хрестик · g6 чорний хрестик · e5 чорний хрестик · f5 білий король · g5 чорний хрестик · e4 чорний хрестик · f4 чорний хрестик · g4 чорний хрестик | e6 чорний хрестик · f6 чорний хрестик · g6 чорний хрестик · e5 чорний хрестик · f5 білий король · g5 чорний хрестик · e4 чорний хрестик · f4 чорний хрестик · g4 чорний хрестик | e6 чорний хрестик · f6 чорний хрестик · g6 чорний хрестик · e5 чорний хрестик · f5 білий король · g5 чорний хрестик · e4 чорний хрестик · f4 чорний хрестик · g4 чорний хрестик | e6 чорний хрестик · f6 чорний хрестик · g6 чорний хрестик · e5 чорний хрестик · f5 білий король · g5 чорний хрестик · e4 чорний хрестик · f4 чорний хрестик · g4 чорний хрестик | e6 чорний хрестик · f6 чорний хрестик · g6 чорний хрестик · e5 чорний хрестик · f5 білий король · g5 чорний хрестик · e4 чорний хрестик · f4 чорний хрестик · g4 чорний хрестик | e6 чорний хрестик · f6 чорний хрестик · g6 чорний хрестик · e5 чорний хрестик · f5 білий король · g5 чорний хрестик · e4 чорний хрестик · f4 чорний хрестик · g4 чорний хрестик | e6 чорний хрестик · f6 чорний хрестик · g6 чорний хрестик · e5 чорний хрестик · f5 білий король · g5 чорний хрестик · e4 чорний хрестик · f4 чорний хрестик · g4 чорний хрестик | 1 |
|   | a | b | c | d | e | f | g | h |   |

|   | a | b | c | d | e | f | g | h |   |
| 8 | d8 чорний хрестик · d7 чорний хрестик · d6 чорний хрестик · a5 чорний хрестик · b5 чорний хрестик · c5 чорний хрестик · d5 біла тура · e5 чорний хрестик · f5 чорний хрестик · g5 чорний хрестик · h5 чорний хрестик · d4 чорний хрестик · d3 чорний хрестик · d2 чорний хрестик · d1 чорний хрестик | d8 чорний хрестик · d7 чорний хрестик · d6 чорний хрестик · a5 чорний хрестик · b5 чорний хрестик · c5 чорний хрестик · d5 біла тура · e5 чорний хрестик · f5 чорний хрестик · g5 чорний хрестик · h5 чорний хрестик · d4 чорний хрестик · d3 чорний хрестик · d2 чорний хрестик · d1 чорний хрестик | d8 чорний хрестик · d7 чорний хрестик · d6 чорний хрестик · a5 чорний хрестик · b5 чорний хрестик · c5 чорний хрестик · d5 біла тура · e5 чорний хрестик · f5 чорний хрестик · g5 чорний хрестик · h5 чорний хрестик · d4 чорний хрестик · d3 чорний хрестик · d2 чорний хрестик · d1 чорний хрестик | d8 чорний хрестик · d7 чорний хрестик · d6 чорний хрестик · a5 чорний хрестик · b5 чорний хрестик · c5 чорний хрестик · d5 біла тура · e5 чорний хрестик · f5 чорний хрестик · g5 чорний хрестик · h5 чорний хрестик · d4 чорний хрестик · d3 чорний хрестик · d2 чорний хрестик · d1 чорний хрестик | d8 чорний хрестик · d7 чорний хрестик · d6 чорний хрестик · a5 чорний хрестик · b5 чорний хрестик · c5 чорний хрестик · d5 біла тура · e5 чорний хрестик · f5 чорний хрестик · g5 чорний хрестик · h5 чорний хрестик · d4 чорний хрестик · d3 чорний хрестик · d2 чорний хрестик · d1 чорний хрестик | d8 чорний хрестик · d7 чорний хрестик · d6 чорний хрестик · a5 чорний хрестик · b5 чорний хрестик · c5 чорний хрестик · d5 біла тура · e5 чорний хрестик · f5 чорний хрестик · g5 чорний хрестик · h5 чорний хрестик · d4 чорний хрестик · d3 чорний хрестик · d2 чорний хрестик · d1 чорний хрестик | d8 чорний хрестик · d7 чорний хрестик · d6 чорний хрестик · a5 чорний хрестик · b5 чорний хрестик · c5 чорний хрестик · d5 біла тура · e5 чорний хрестик · f5 чорний хрестик · g5 чорний хрестик · h5 чорний хрестик · d4 чорний хрестик · d3 чорний хрестик · d2 чорний хрестик · d1 чорний хрестик | d8 чорний хрестик · d7 чорний хрестик · d6 чорний хрестик · a5 чорний хрестик · b5 чорний хрестик · c5 чорний хрестик · d5 біла тура · e5 чорний хрестик · f5 чорний хрестик · g5 чорний хрестик · h5 чорний хрестик · d4 чорний хрестик · d3 чорний хрестик · d2 чорний хрестик · d1 чорний хрестик | 8 |
| 7 | d8 чорний хрестик · d7 чорний хрестик · d6 чорний хрестик · a5 чорний хрестик · b5 чорний хрестик · c5 чорний хрестик · d5 біла тура · e5 чорний хрестик · f5 чорний хрестик · g5 чорний хрестик · h5 чорний хрестик · d4 чорний хрестик · d3 чорний хрестик · d2 чорний хрестик · d1 чорний хрестик | d8 чорний хрестик · d7 чорний хрестик · d6 чорний хрестик · a5 чорний хрестик · b5 чорний хрестик · c5 чорний хрестик · d5 біла тура · e5 чорний хрестик · f5 чорний хрестик · g5 чорний хрестик · h5 чорний хрестик · d4 чорний хрестик · d3 чорний хрестик · d2 чорний хрестик · d1 чорний хрестик | d8 чорний хрестик · d7 чорний хрестик · d6 чорний хрестик · a5 чорний хрестик · b5 чорний хрестик · c5 чорний хрестик · d5 біла тура · e5 чорний хрестик · f5 чорний хрестик · g5 чорний хрестик · h5 чорний хрестик · d4 чорний хрестик · d3 чорний хрестик · d2 чорний хрестик · d1 чорний хрестик | d8 чорний хрестик · d7 чорний хрестик · d6 чорний хрестик · a5 чорний хрестик · b5 чорний хрестик · c5 чорний хрестик · d5 біла тура · e5 чорний хрестик · f5 чорний хрестик · g5 чорний хрестик · h5 чорний хрестик · d4 чорний хрестик · d3 чорний хрестик · d2 чорний хрестик · d1 чорний хрестик | d8 чорний хрестик · d7 чорний хрестик · d6 чорний хрестик · a5 чорний хрестик · b5 чорний хрестик · c5 чорний хрестик · d5 біла тура · e5 чорний хрестик · f5 чорний хрестик · g5 чорний хрестик · h5 чорний хрестик · d4 чорний хрестик · d3 чорний хрестик · d2 чорний хрестик · d1 чорний хрестик | d8 чорний хрестик · d7 чорний хрестик · d6 чорний хрестик · a5 чорний хрестик · b5 чорний хрестик · c5 чорний хрестик · d5 біла тура · e5 чорний хрестик · f5 чорний хрестик · g5 чорний хрестик · h5 чорний хрестик · d4 чорний хрестик · d3 чорний хрестик · d2 чорний хрестик · d1 чорний хрестик | d8 чорний хрестик · d7 чорний хрестик · d6 чорний хрестик · a5 чорний хрестик · b5 чорний хрестик · c5 чорний хрестик · d5 біла тура · e5 чорний хрестик · f5 чорний хрестик · g5 чорний хрестик · h5 чорний хрестик · d4 чорний хрестик · d3 чорний хрестик · d2 чорний хрестик · d1 чорний хрестик | d8 чорний хрестик · d7 чорний хрестик · d6 чорний хрестик · a5 чорний хрестик · b5 чорний хрестик · c5 чорний хрестик · d5 біла тура · e5 чорний хрестик · f5 чорний хрестик · g5 чорний хрестик · h5 чорний хрестик · d4 чорний хрестик · d3 чорний хрестик · d2 чорний хрестик · d1 чорний хрестик | 7 |
| 6 | d8 чорний хрестик · d7 чорний хрестик · d6 чорний хрестик · a5 чорний хрестик · b5 чорний хрестик · c5 чорний хрестик · d5 біла тура · e5 чорний хрестик · f5 чорний хрестик · g5 чорний хрестик · h5 чорний хрестик · d4 чорний хрестик · d3 чорний хрестик · d2 чорний хрестик · d1 чорний хрестик | d8 чорний хрестик · d7 чорний хрестик · d6 чорний хрестик · a5 чорний хрестик · b5 чорний хрестик · c5 чорний хрестик · d5 біла тура · e5 чорний хрестик · f5 чорний хрестик · g5 чорний хрестик · h5 чорний хрестик · d4 чорний хрестик · d3 чорний хрестик · d2 чорний хрестик · d1 чорний хрестик | d8 чорний хрестик · d7 чорний хрестик · d6 чорний хрестик · a5 чорний хрестик · b5 чорний хрестик · c5 чорний хрестик · d5 біла тура · e5 чорний хрестик · f5 чорний хрестик · g5 чорний хрестик · h5 чорний хрестик · d4 чорний хрестик · d3 чорний хрестик · d2 чорний хрестик · d1 чорний хрестик | d8 чорний хрестик · d7 чорний хрестик · d6 чорний хрестик · a5 чорний хрестик · b5 чорний хрестик · c5 чорний хрестик · d5 біла тура · e5 чорний хрестик · f5 чорний хрестик · g5 чорний хрестик · h5 чорний хрестик · d4 чорний хрестик · d3 чорний хрестик · d2 чорний хрестик · d1 чорний хрестик | d8 чорний хрестик · d7 чорний хрестик · d6 чорний хрестик · a5 чорний хрестик · b5 чорний хрестик · c5 чорний хрестик · d5 біла тура · e5 чорний хрестик · f5 чорний хрестик · g5 чорний хрестик · h5 чорний хрестик · d4 чорний хрестик · d3 чорний хрестик · d2 чорний хрестик · d1 чорний хрестик | d8 чорний хрестик · d7 чорний хрестик · d6 чорний хрестик · a5 чорний хрестик · b5 чорний хрестик · c5 чорний хрестик · d5 біла тура · e5 чорний хрестик · f5 чорний хрестик · g5 чорний хрестик · h5 чорний хрестик · d4 чорний хрестик · d3 чорний хрестик · d2 чорний хрестик · d1 чорний хрестик | d8 чорний хрестик · d7 чорний хрестик · d6 чорний хрестик · a5 чорний хрестик · b5 чорний хрестик · c5 чорний хрестик · d5 біла тура · e5 чорний хрестик · f5 чорний хрестик · g5 чорний хрестик · h5 чорний хрестик · d4 чорний хрестик · d3 чорний хрестик · d2 чорний хрестик · d1 чорний хрестик | d8 чорний хрестик · d7 чорний хрестик · d6 чорний хрестик · a5 чорний хрестик · b5 чорний хрестик · c5 чорний хрестик · d5 біла тура · e5 чорний хрестик · f5 чорний хрестик · g5 чорний хрестик · h5 чорний хрестик · d4 чорний хрестик · d3 чорний хрестик · d2 чорний хрестик · d1 чорний хрестик | 6 |
| 5 | d8 чорний хрестик · d7 чорний хрестик · d6 чорний хрестик · a5 чорний хрестик · b5 чорний хрестик · c5 чорний хрестик · d5 біла тура · e5 чорний хрестик · f5 чорний хрестик · g5 чорний хрестик · h5 чорний хрестик · d4 чорний хрестик · d3 чорний хрестик · d2 чорний хрестик · d1 чорний хрестик | d8 чорний хрестик · d7 чорний хрестик · d6 чорний хрестик · a5 чорний хрестик · b5 чорний хрестик · c5 чорний хрестик · d5 біла тура · e5 чорний хрестик · f5 чорний хрестик · g5 чорний хрестик · h5 чорний хрестик · d4 чорний хрестик · d3 чорний хрестик · d2 чорний хрестик · d1 чорний хрестик | d8 чорний хрестик · d7 чорний хрестик · d6 чорний хрестик · a5 чорний хрестик · b5 чорний хрестик · c5 чорний хрестик · d5 біла тура · e5 чорний хрестик · f5 чорний хрестик · g5 чорний хрестик · h5 чорний хрестик · d4 чорний хрестик · d3 чорний хрестик · d2 чорний хрестик · d1 чорний хрестик | d8 чорний хрестик · d7 чорний хрестик · d6 чорний хрестик · a5 чорний хрестик · b5 чорний хрестик · c5 чорний хрестик · d5 біла тура · e5 чорний хрестик · f5 чорний хрестик · g5 чорний хрестик · h5 чорний хрестик · d4 чорний хрестик · d3 чорний хрестик · d2 чорний хрестик · d1 чорний хрестик | d8 чорний хрестик · d7 чорний хрестик · d6 чорний хрестик · a5 чорний хрестик · b5 чорний хрестик · c5 чорний хрестик · d5 біла тура · e5 чорний хрестик · f5 чорний хрестик · g5 чорний хрестик · h5 чорний хрестик · d4 чорний хрестик · d3 чорний хрестик · d2 чорний хрестик · d1 чорний хрестик | d8 чорний хрестик · d7 чорний хрестик · d6 чорний хрестик · a5 чорний хрестик · b5 чорний хрестик · c5 чорний хрестик · d5 біла тура · e5 чорний хрестик · f5 чорний хрестик · g5 чорний хрестик · h5 чорний хрестик · d4 чорний хрестик · d3 чорний хрестик · d2 чорний хрестик · d1 чорний хрестик | d8 чорний хрестик · d7 чорний хрестик · d6 чорний хрестик · a5 чорний хрестик · b5 чорний хрестик · c5 чорний хрестик · d5 біла тура · e5 чорний хрестик · f5 чорний хрестик · g5 чорний хрестик · h5 чорний хрестик · d4 чорний хрестик · d3 чорний хрестик · d2 чорний хрестик · d1 чорний хрестик | d8 чорний хрестик · d7 чорний хрестик · d6 чорний хрестик · a5 чорний хрестик · b5 чорний хрестик · c5 чорний хрестик · d5 біла тура · e5 чорний хрестик · f5 чорний хрестик · g5 чорний хрестик · h5 чорний хрестик · d4 чорний хрестик · d3 чорний хрестик · d2 чорний хрестик · d1 чорний хрестик | 5 |
| 4 | d8 чорний хрестик · d7 чорний хрестик · d6 чорний хрестик · a5 чорний хрестик · b5 чорний хрестик · c5 чорний хрестик · d5 біла тура · e5 чорний хрестик · f5 чорний хрестик · g5 чорний хрестик · h5 чорний хрестик · d4 чорний хрестик · d3 чорний хрестик · d2 чорний хрестик · d1 чорний хрестик | d8 чорний хрестик · d7 чорний хрестик · d6 чорний хрестик · a5 чорний хрестик · b5 чорний хрестик · c5 чорний хрестик · d5 біла тура · e5 чорний хрестик · f5 чорний хрестик · g5 чорний хрестик · h5 чорний хрестик · d4 чорний хрестик · d3 чорний хрестик · d2 чорний хрестик · d1 чорний хрестик | d8 чорний хрестик · d7 чорний хрестик · d6 чорний хрестик · a5 чорний хрестик · b5 чорний хрестик · c5 чорний хрестик · d5 біла тура · e5 чорний хрестик · f5 чорний хрестик · g5 чорний хрестик · h5 чорний хрестик · d4 чорний хрестик · d3 чорний хрестик · d2 чорний хрестик · d1 чорний хрестик | d8 чорний хрестик · d7 чорний хрестик · d6 чорний хрестик · a5 чорний хрестик · b5 чорний хрестик · c5 чорний хрестик · d5 біла тура · e5 чорний хрестик · f5 чорний хрестик · g5 чорний хрестик · h5 чорний хрестик · d4 чорний хрестик · d3 чорний хрестик · d2 чорний хрестик · d1 чорний хрестик | d8 чорний хрестик · d7 чорний хрестик · d6 чорний хрестик · a5 чорний хрестик · b5 чорний хрестик · c5 чорний хрестик · d5 біла тура · e5 чорний хрестик · f5 чорний хрестик · g5 чорний хрестик · h5 чорний хрестик · d4 чорний хрестик · d3 чорний хрестик · d2 чорний хрестик · d1 чорний хрестик | d8 чорний хрестик · d7 чорний хрестик · d6 чорний хрестик · a5 чорний хрестик · b5 чорний хрестик · c5 чорний хрестик · d5 біла тура · e5 чорний хрестик · f5 чорний хрестик · g5 чорний хрестик · h5 чорний хрестик · d4 чорний хрестик · d3 чорний хрестик · d2 чорний хрестик · d1 чорний хрестик | d8 чорний хрестик · d7 чорний хрестик · d6 чорний хрестик · a5 чорний хрестик · b5 чорний хрестик · c5 чорний хрестик · d5 біла тура · e5 чорний хрестик · f5 чорний хрестик · g5 чорний хрестик · h5 чорний хрестик · d4 чорний хрестик · d3 чорний хрестик · d2 чорний хрестик · d1 чорний хрестик | d8 чорний хрестик · d7 чорний хрестик · d6 чорний хрестик · a5 чорний хрестик · b5 чорний хрестик · c5 чорний хрестик · d5 біла тура · e5 чорний хрестик · f5 чорний хрестик · g5 чорний хрестик · h5 чорний хрестик · d4 чорний хрестик · d3 чорний хрестик · d2 чорний хрестик · d1 чорний хрестик | 4 |
| 3 | d8 чорний хрестик · d7 чорний хрестик · d6 чорний хрестик · a5 чорний хрестик · b5 чорний хрестик · c5 чорний хрестик · d5 біла тура · e5 чорний хрестик · f5 чорний хрестик · g5 чорний хрестик · h5 чорний хрестик · d4 чорний хрестик · d3 чорний хрестик · d2 чорний хрестик · d1 чорний хрестик | d8 чорний хрестик · d7 чорний хрестик · d6 чорний хрестик · a5 чорний хрестик · b5 чорний хрестик · c5 чорний хрестик · d5 біла тура · e5 чорний хрестик · f5 чорний хрестик · g5 чорний хрестик · h5 чорний хрестик · d4 чорний хрестик · d3 чорний хрестик · d2 чорний хрестик · d1 чорний хрестик | d8 чорний хрестик · d7 чорний хрестик · d6 чорний хрестик · a5 чорний хрестик · b5 чорний хрестик · c5 чорний хрестик · d5 біла тура · e5 чорний хрестик · f5 чорний хрестик · g5 чорний хрестик · h5 чорний хрестик · d4 чорний хрестик · d3 чорний хрестик · d2 чорний хрестик · d1 чорний хрестик | d8 чорний хрестик · d7 чорний хрестик · d6 чорний хрестик · a5 чорний хрестик · b5 чорний хрестик · c5 чорний хрестик · d5 біла тура · e5 чорний хрестик · f5 чорний хрестик · g5 чорний хрестик · h5 чорний хрестик · d4 чорний хрестик · d3 чорний хрестик · d2 чорний хрестик · d1 чорний хрестик | d8 чорний хрестик · d7 чорний хрестик · d6 чорний хрестик · a5 чорний хрестик · b5 чорний хрестик · c5 чорний хрестик · d5 біла тура · e5 чорний хрестик · f5 чорний хрестик · g5 чорний хрестик · h5 чорний хрестик · d4 чорний хрестик · d3 чорний хрестик · d2 чорний хрестик · d1 чорний хрестик | d8 чорний хрестик · d7 чорний хрестик · d6 чорний хрестик · a5 чорний хрестик · b5 чорний хрестик · c5 чорний хрестик · d5 біла тура · e5 чорний хрестик · f5 чорний хрестик · g5 чорний хрестик · h5 чорний хрестик · d4 чорний хрестик · d3 чорний хрестик · d2 чорний хрестик · d1 чорний хрестик | d8 чорний хрестик · d7 чорний хрестик · d6 чорний хрестик · a5 чорний хрестик · b5 чорний хрестик · c5 чорний хрестик · d5 біла тура · e5 чорний хрестик · f5 чорний хрестик · g5 чорний хрестик · h5 чорний хрестик · d4 чорний хрестик · d3 чорний хрестик · d2 чорний хрестик · d1 чорний хрестик | d8 чорний хрестик · d7 чорний хрестик · d6 чорний хрестик · a5 чорний хрестик · b5 чорний хрестик · c5 чорний хрестик · d5 біла тура · e5 чорний хрестик · f5 чорний хрестик · g5 чорний хрестик · h5 чорний хрестик · d4 чорний хрестик · d3 чорний хрестик · d2 чорний хрестик · d1 чорний хрестик | 3 |
| 2 | d8 чорний хрестик · d7 чорний хрестик · d6 чорний хрестик · a5 чорний хрестик · b5 чорний хрестик · c5 чорний хрестик · d5 біла тура · e5 чорний хрестик · f5 чорний хрестик · g5 чорний хрестик · h5 чорний хрестик · d4 чорний хрестик · d3 чорний хрестик · d2 чорний хрестик · d1 чорний хрестик | d8 чорний хрестик · d7 чорний хрестик · d6 чорний хрестик · a5 чорний хрестик · b5 чорний хрестик · c5 чорний хрестик · d5 біла тура · e5 чорний хрестик · f5 чорний хрестик · g5 чорний хрестик · h5 чорний хрестик · d4 чорний хрестик · d3 чорний хрестик · d2 чорний хрестик · d1 чорний хрестик | d8 чорний хрестик · d7 чорний хрестик · d6 чорний хрестик · a5 чорний хрестик · b5 чорний хрестик · c5 чорний хрестик · d5 біла тура · e5 чорний хрестик · f5 чорний хрестик · g5 чорний хрестик · h5 чорний хрестик · d4 чорний хрестик · d3 чорний хрестик · d2 чорний хрестик · d1 чорний хрестик | d8 чорний хрестик · d7 чорний хрестик · d6 чорний хрестик · a5 чорний хрестик · b5 чорний хрестик · c5 чорний хрестик · d5 біла тура · e5 чорний хрестик · f5 чорний хрестик · g5 чорний хрестик · h5 чорний хрестик · d4 чорний хрестик · d3 чорний хрестик · d2 чорний хрестик · d1 чорний хрестик | d8 чорний хрестик · d7 чорний хрестик · d6 чорний хрестик · a5 чорний хрестик · b5 чорний хрестик · c5 чорний хрестик · d5 біла тура · e5 чорний хрестик · f5 чорний хрестик · g5 чорний хрестик · h5 чорний хрестик · d4 чорний хрестик · d3 чорний хрестик · d2 чорний хрестик · d1 чорний хрестик | d8 чорний хрестик · d7 чорний хрестик · d6 чорний хрестик · a5 чорний хрестик · b5 чорний хрестик · c5 чорний хрестик · d5 біла тура · e5 чорний хрестик · f5 чорний хрестик · g5 чорний хрестик · h5 чорний хрестик · d4 чорний хрестик · d3 чорний хрестик · d2 чорний хрестик · d1 чорний хрестик | d8 чорний хрестик · d7 чорний хрестик · d6 чорний хрестик · a5 чорний хрестик · b5 чорний хрестик · c5 чорний хрестик · d5 біла тура · e5 чорний хрестик · f5 чорний хрестик · g5 чорний хрестик · h5 чорний хрестик · d4 чорний хрестик · d3 чорний хрестик · d2 чорний хрестик · d1 чорний хрестик | d8 чорний хрестик · d7 чорний хрестик · d6 чорний хрестик · a5 чорний хрестик · b5 чорний хрестик · c5 чорний хрестик · d5 біла тура · e5 чорний хрестик · f5 чорний хрестик · g5 чорний хрестик · h5 чорний хрестик · d4 чорний хрестик · d3 чорний хрестик · d2 чорний хрестик · d1 чорний хрестик | 2 |
| 1 | d8 чорний хрестик · d7 чорний хрестик · d6 чорний хрестик · a5 чорний хрестик · b5 чорний хрестик · c5 чорний хрестик · d5 біла тура · e5 чорний хрестик · f5 чорний хрестик · g5 чорний хрестик · h5 чорний хрестик · d4 чорний хрестик · d3 чорний хрестик · d2 чорний хрестик · d1 чорний хрестик | d8 чорний хрестик · d7 чорний хрестик · d6 чорний хрестик · a5 чорний хрестик · b5 чорний хрестик · c5 чорний хрестик · d5 біла тура · e5 чорний хрестик · f5 чорний хрестик · g5 чорний хрестик · h5 чорний хрестик · d4 чорний хрестик · d3 чорний хрестик · d2 чорний хрестик · d1 чорний хрестик | d8 чорний хрестик · d7 чорний хрестик · d6 чорний хрестик · a5 чорний хрестик · b5 чорний хрестик · c5 чорний хрестик · d5 біла тура · e5 чорний хрестик · f5 чорний хрестик · g5 чорний хрестик · h5 чорний хрестик · d4 чорний хрестик · d3 чорний хрестик · d2 чорний хрестик · d1 чорний хрестик | d8 чорний хрестик · d7 чорний хрестик · d6 чорний хрестик · a5 чорний хрестик · b5 чорний хрестик · c5 чорний хрестик · d5 біла тура · e5 чорний хрестик · f5 чорний хрестик · g5 чорний хрестик · h5 чорний хрестик · d4 чорний хрестик · d3 чорний хрестик · d2 чорний хрестик · d1 чорний хрестик | d8 чорний хрестик · d7 чорний хрестик · d6 чорний хрестик · a5 чорний хрестик · b5 чорний хрестик · c5 чорний хрестик · d5 біла тура · e5 чорний хрестик · f5 чорний хрестик · g5 чорний хрестик · h5 чорний хрестик · d4 чорний хрестик · d3 чорний хрестик · d2 чорний хрестик · d1 чорний хрестик | d8 чорний хрестик · d7 чорний хрестик · d6 чорний хрестик · a5 чорний хрестик · b5 чорний хрестик · c5 чорний хрестик · d5 біла тура · e5 чорний хрестик · f5 чорний хрестик · g5 чорний хрестик · h5 чорний хрестик · d4 чорний хрестик · d3 чорний хрестик · d2 чорний хрестик · d1 чорний хрестик | d8 чорний хрестик · d7 чорний хрестик · d6 чорний хрестик · a5 чорний хрестик · b5 чорний хрестик · c5 чорний хрестик · d5 біла тура · e5 чорний хрестик · f5 чорний хрестик · g5 чорний хрестик · h5 чорний хрестик · d4 чорний хрестик · d3 чорний хрестик · d2 чорний хрестик · d1 чорний хрестик | d8 чорний хрестик · d7 чорний хрестик · d6 чорний хрестик · a5 чорний хрестик · b5 чорний хрестик · c5 чорний хрестик · d5 біла тура · e5 чорний хрестик · f5 чорний хрестик · g5 чорний хрестик · h5 чорний хрестик · d4 чорний хрестик · d3 чорний хрестик · d2 чорний хрестик · d1 чорний хрестик | 1 |
|   | a | b | c | d | e | f | g | h |   |

|   | a | b | c | d | e | f | g | h |   |
| 8 | c6 чорний хрестик · d6 чорний хрестик · e6 чорний хрестик · d5 білий слон · c4 чорний хрестик · e4 чорний хрестик | c6 чорний хрестик · d6 чорний хрестик · e6 чорний хрестик · d5 білий слон · c4 чорний хрестик · e4 чорний хрестик | c6 чорний хрестик · d6 чорний хрестик · e6 чорний хрестик · d5 білий слон · c4 чорний хрестик · e4 чорний хрестик | c6 чорний хрестик · d6 чорний хрестик · e6 чорний хрестик · d5 білий слон · c4 чорний хрестик · e4 чорний хрестик | c6 чорний хрестик · d6 чорний хрестик · e6 чорний хрестик · d5 білий слон · c4 чорний хрестик · e4 чорний хрестик | c6 чорний хрестик · d6 чорний хрестик · e6 чорний хрестик · d5 білий слон · c4 чорний хрестик · e4 чорний хрестик | c6 чорний хрестик · d6 чорний хрестик · e6 чорний хрестик · d5 білий слон · c4 чорний хрестик · e4 чорний хрестик | c6 чорний хрестик · d6 чорний хрестик · e6 чорний хрестик · d5 білий слон · c4 чорний хрестик · e4 чорний хрестик | 8 |
| 7 | c6 чорний хрестик · d6 чорний хрестик · e6 чорний хрестик · d5 білий слон · c4 чорний хрестик · e4 чорний хрестик | c6 чорний хрестик · d6 чорний хрестик · e6 чорний хрестик · d5 білий слон · c4 чорний хрестик · e4 чорний хрестик | c6 чорний хрестик · d6 чорний хрестик · e6 чорний хрестик · d5 білий слон · c4 чорний хрестик · e4 чорний хрестик | c6 чорний хрестик · d6 чорний хрестик · e6 чорний хрестик · d5 білий слон · c4 чорний хрестик · e4 чорний хрестик | c6 чорний хрестик · d6 чорний хрестик · e6 чорний хрестик · d5 білий слон · c4 чорний хрестик · e4 чорний хрестик | c6 чорний хрестик · d6 чорний хрестик · e6 чорний хрестик · d5 білий слон · c4 чорний хрестик · e4 чорний хрестик | c6 чорний хрестик · d6 чорний хрестик · e6 чорний хрестик · d5 білий слон · c4 чорний хрестик · e4 чорний хрестик | c6 чорний хрестик · d6 чорний хрестик · e6 чорний хрестик · d5 білий слон · c4 чорний хрестик · e4 чорний хрестик | 7 |
| 6 | c6 чорний хрестик · d6 чорний хрестик · e6 чорний хрестик · d5 білий слон · c4 чорний хрестик · e4 чорний хрестик | c6 чорний хрестик · d6 чорний хрестик · e6 чорний хрестик · d5 білий слон · c4 чорний хрестик · e4 чорний хрестик | c6 чорний хрестик · d6 чорний хрестик · e6 чорний хрестик · d5 білий слон · c4 чорний хрестик · e4 чорний хрестик | c6 чорний хрестик · d6 чорний хрестик · e6 чорний хрестик · d5 білий слон · c4 чорний хрестик · e4 чорний хрестик | c6 чорний хрестик · d6 чорний хрестик · e6 чорний хрестик · d5 білий слон · c4 чорний хрестик · e4 чорний хрестик | c6 чорний хрестик · d6 чорний хрестик · e6 чорний хрестик · d5 білий слон · c4 чорний хрестик · e4 чорний хрестик | c6 чорний хрестик · d6 чорний хрестик · e6 чорний хрестик · d5 білий слон · c4 чорний хрестик · e4 чорний хрестик | c6 чорний хрестик · d6 чорний хрестик · e6 чорний хрестик · d5 білий слон · c4 чорний хрестик · e4 чорний хрестик | 6 |
| 5 | c6 чорний хрестик · d6 чорний хрестик · e6 чорний хрестик · d5 білий слон · c4 чорний хрестик · e4 чорний хрестик | c6 чорний хрестик · d6 чорний хрестик · e6 чорний хрестик · d5 білий слон · c4 чорний хрестик · e4 чорний хрестик | c6 чорний хрестик · d6 чорний хрестик · e6 чорний хрестик · d5 білий слон · c4 чорний хрестик · e4 чорний хрестик | c6 чорний хрестик · d6 чорний хрестик · e6 чорний хрестик · d5 білий слон · c4 чорний хрестик · e4 чорний хрестик | c6 чорний хрестик · d6 чорний хрестик · e6 чорний хрестик · d5 білий слон · c4 чорний хрестик · e4 чорний хрестик | c6 чорний хрестик · d6 чорний хрестик · e6 чорний хрестик · d5 білий слон · c4 чорний хрестик · e4 чорний хрестик | c6 чорний хрестик · d6 чорний хрестик · e6 чорний хрестик · d5 білий слон · c4 чорний хрестик · e4 чорний хрестик | c6 чорний хрестик · d6 чорний хрестик · e6 чорний хрестик · d5 білий слон · c4 чорний хрестик · e4 чорний хрестик | 5 |
| 4 | c6 чорний хрестик · d6 чорний хрестик · e6 чорний хрестик · d5 білий слон · c4 чорний хрестик · e4 чорний хрестик | c6 чорний хрестик · d6 чорний хрестик · e6 чорний хрестик · d5 білий слон · c4 чорний хрестик · e4 чорний хрестик | c6 чорний хрестик · d6 чорний хрестик · e6 чорний хрестик · d5 білий слон · c4 чорний хрестик · e4 чорний хрестик | c6 чорний хрестик · d6 чорний хрестик · e6 чорний хрестик · d5 білий слон · c4 чорний хрестик · e4 чорний хрестик | c6 чорний хрестик · d6 чорний хрестик · e6 чорний хрестик · d5 білий слон · c4 чорний хрестик · e4 чорний хрестик | c6 чорний хрестик · d6 чорний хрестик · e6 чорний хрестик · d5 білий слон · c4 чорний хрестик · e4 чорний хрестик | c6 чорний хрестик · d6 чорний хрестик · e6 чорний хрестик · d5 білий слон · c4 чорний хрестик · e4 чорний хрестик | c6 чорний хрестик · d6 чорний хрестик · e6 чорний хрестик · d5 білий слон · c4 чорний хрестик · e4 чорний хрестик | 4 |
| 3 | c6 чорний хрестик · d6 чорний хрестик · e6 чорний хрестик · d5 білий слон · c4 чорний хрестик · e4 чорний хрестик | c6 чорний хрестик · d6 чорний хрестик · e6 чорний хрестик · d5 білий слон · c4 чорний хрестик · e4 чорний хрестик | c6 чорний хрестик · d6 чорний хрестик · e6 чорний хрестик · d5 білий слон · c4 чорний хрестик · e4 чорний хрестик | c6 чорний хрестик · d6 чорний хрестик · e6 чорний хрестик · d5 білий слон · c4 чорний хрестик · e4 чорний хрестик | c6 чорний хрестик · d6 чорний хрестик · e6 чорний хрестик · d5 білий слон · c4 чорний хрестик · e4 чорний хрестик | c6 чорний хрестик · d6 чорний хрестик · e6 чорний хрестик · d5 білий слон · c4 чорний хрестик · e4 чорний хрестик | c6 чорний хрестик · d6 чорний хрестик · e6 чорний хрестик · d5 білий слон · c4 чорний хрестик · e4 чорний хрестик | c6 чорний хрестик · d6 чорний хрестик · e6 чорний хрестик · d5 білий слон · c4 чорний хрестик · e4 чорний хрестик | 3 |
| 2 | c6 чорний хрестик · d6 чорний хрестик · e6 чорний хрестик · d5 білий слон · c4 чорний хрестик · e4 чорний хрестик | c6 чорний хрестик · d6 чорний хрестик · e6 чорний хрестик · d5 білий слон · c4 чорний хрестик · e4 чорний хрестик | c6 чорний хрестик · d6 чорний хрестик · e6 чорний хрестик · d5 білий слон · c4 чорний хрестик · e4 чорний хрестик | c6 чорний хрестик · d6 чорний хрестик · e6 чорний хрестик · d5 білий слон · c4 чорний хрестик · e4 чорний хрестик | c6 чорний хрестик · d6 чорний хрестик · e6 чорний хрестик · d5 білий слон · c4 чорний хрестик · e4 чорний хрестик | c6 чорний хрестик · d6 чорний хрестик · e6 чорний хрестик · d5 білий слон · c4 чорний хрестик · e4 чорний хрестик | c6 чорний хрестик · d6 чорний хрестик · e6 чорний хрестик · d5 білий слон · c4 чорний хрестик · e4 чорний хрестик | c6 чорний хрестик · d6 чорний хрестик · e6 чорний хрестик · d5 білий слон · c4 чорний хрестик · e4 чорний хрестик | 2 |
| 1 | c6 чорний хрестик · d6 чорний хрестик · e6 чорний хрестик · d5 білий слон · c4 чорний хрестик · e4 чорний хрестик | c6 чорний хрестик · d6 чорний хрестик · e6 чорний хрестик · d5 білий слон · c4 чорний хрестик · e4 чорний хрестик | c6 чорний хрестик · d6 чорний хрестик · e6 чорний хрестик · d5 білий слон · c4 чорний хрестик · e4 чорний хрестик | c6 чорний хрестик · d6 чорний хрестик · e6 чорний хрестик · d5 білий слон · c4 чорний хрестик · e4 чорний хрестик | c6 чорний хрестик · d6 чорний хрестик · e6 чорний хрестик · d5 білий слон · c4 чорний хрестик · e4 чорний хрестик | c6 чорний хрестик · d6 чорний хрестик · e6 чорний хрестик · d5 білий слон · c4 чорний хрестик · e4 чорний хрестик | c6 чорний хрестик · d6 чорний хрестик · e6 чорний хрестик · d5 білий слон · c4 чорний хрестик · e4 чорний хрестик | c6 чорний хрестик · d6 чорний хрестик · e6 чорний хрестик · d5 білий слон · c4 чорний хрестик · e4 чорний хрестик | 1 |
|   | a | b | c | d | e | f | g | h |   |

|   | a                                                                                              | b                                                                                              | c                                                                                              | d                                                                                              | e                                                                                              | f                                                                                              | g                                                                                              | h                                                                                              |   |
| 8 | c5 чорний хрестик · e5 чорний хрестик · d4 білий ферзь · c3 чорний хрестик · e3 чорний хрестик | c5 чорний хрестик · e5 чорний хрестик · d4 білий ферзь · c3 чорний хрестик · e3 чорний хрестик | c5 чорний хрестик · e5 чорний хрестик · d4 білий ферзь · c3 чорний хрестик · e3 чорний хрестик | c5 чорний хрестик · e5 чорний хрестик · d4 білий ферзь · c3 чорний хрестик · e3 чорний хрестик | c5 чорний хрестик · e5 чорний хрестик · d4 білий ферзь · c3 чорний хрестик · e3 чорний хрестик | c5 чорний хрестик · e5 чорний хрестик · d4 білий ферзь · c3 чорний хрестик · e3 чорний хрестик | c5 чорний хрестик · e5 чорний хрестик · d4 білий ферзь · c3 чорний хрестик · e3 чорний хрестик | c5 чорний хрестик · e5 чорний хрестик · d4 білий ферзь · c3 чорний хрестик · e3 чорний хрестик | 8 |
| 7 | c5 чорний хрестик · e5 чорний хрестик · d4 білий ферзь · c3 чорний хрестик · e3 чорний хрестик | c5 чорний хрестик · e5 чорний хрестик · d4 білий ферзь · c3 чорний хрестик · e3 чорний хрестик | c5 чорний хрестик · e5 чорний хрестик · d4 білий ферзь · c3 чорний хрестик · e3 чорний хрестик | c5 чорний хрестик · e5 чорний хрестик · d4 білий ферзь · c3 чорний хрестик · e3 чорний хрестик | c5 чорний хрестик · e5 чорний хрестик · d4 білий ферзь · c3 чорний хрестик · e3 чорний хрестик | c5 чорний хрестик · e5 чорний хрестик · d4 білий ферзь · c3 чорний хрестик · e3 чорний хрестик | c5 чорний хрестик · e5 чорний хрестик · d4 білий ферзь · c3 чорний хрестик · e3 чорний хрестик | c5 чорний хрестик · e5 чорний хрестик · d4 білий ферзь · c3 чорний хрестик · e3 чорний хрестик | 7 |
| 6 | c5 чорний хрестик · e5 чорний хрестик · d4 білий ферзь · c3 чорний хрестик · e3 чорний хрестик | c5 чорний хрестик · e5 чорний хрестик · d4 білий ферзь · c3 чорний хрестик · e3 чорний хрестик | c5 чорний хрестик · e5 чорний хрестик · d4 білий ферзь · c3 чорний хрестик · e3 чорний хрестик | c5 чорний хрестик · e5 чорний хрестик · d4 білий ферзь · c3 чорний хрестик · e3 чорний хрестик | c5 чорний хрестик · e5 чорний хрестик · d4 білий ферзь · c3 чорний хрестик · e3 чорний хрестик | c5 чорний хрестик · e5 чорний хрестик · d4 білий ферзь · c3 чорний хрестик · e3 чорний хрестик | c5 чорний хрестик · e5 чорний хрестик · d4 білий ферзь · c3 чорний хрестик · e3 чорний хрестик | c5 чорний хрестик · e5 чорний хрестик · d4 білий ферзь · c3 чорний хрестик · e3 чорний хрестик | 6 |
| 5 | c5 чорний хрестик · e5 чорний хрестик · d4 білий ферзь · c3 чорний хрестик · e3 чорний хрестик | c5 чорний хрестик · e5 чорний хрестик · d4 білий ферзь · c3 чорний хрестик · e3 чорний хрестик | c5 чорний хрестик · e5 чорний хрестик · d4 білий ферзь · c3 чорний хрестик · e3 чорний хрестик | c5 чорний хрестик · e5 чорний хрестик · d4 білий ферзь · c3 чорний хрестик · e3 чорний хрестик | c5 чорний хрестик · e5 чорний хрестик · d4 білий ферзь · c3 чорний хрестик · e3 чорний хрестик | c5 чорний хрестик · e5 чорний хрестик · d4 білий ферзь · c3 чорний хрестик · e3 чорний хрестик | c5 чорний хрестик · e5 чорний хрестик · d4 білий ферзь · c3 чорний хрестик · e3 чорний хрестик | c5 чорний хрестик · e5 чорний хрестик · d4 білий ферзь · c3 чорний хрестик · e3 чорний хрестик | 5 |
| 4 | c5 чорний хрестик · e5 чорний хрестик · d4 білий ферзь · c3 чорний хрестик · e3 чорний хрестик | c5 чорний хрестик · e5 чорний хрестик · d4 білий ферзь · c3 чорний хрестик · e3 чорний хрестик | c5 чорний хрестик · e5 чорний хрестик · d4 білий ферзь · c3 чорний хрестик · e3 чорний хрестик | c5 чорний хрестик · e5 чорний хрестик · d4 білий ферзь · c3 чорний хрестик · e3 чорний хрестик | c5 чорний хрестик · e5 чорний хрестик · d4 білий ферзь · c3 чорний хрестик · e3 чорний хрестик | c5 чорний хрестик · e5 чорний хрестик · d4 білий ферзь · c3 чорний хрестик · e3 чорний хрестик | c5 чорний хрестик · e5 чорний хрестик · d4 білий ферзь · c3 чорний хрестик · e3 чорний хрестик | c5 чорний хрестик · e5 чорний хрестик · d4 білий ферзь · c3 чорний хрестик · e3 чорний хрестик | 4 |
| 3 | c5 чорний хрестик · e5 чорний хрестик · d4 білий ферзь · c3 чорний хрестик · e3 чорний хрестик | c5 чорний хрестик · e5 чорний хрестик · d4 білий ферзь · c3 чорний хрестик · e3 чорний хрестик | c5 чорний хрестик · e5 чорний хрестик · d4 білий ферзь · c3 чорний хрестик · e3 чорний хрестик | c5 чорний хрестик · e5 чорний хрестик · d4 білий ферзь · c3 чорний хрестик · e3 чорний хрестик | c5 чорний хрестик · e5 чорний хрестик · d4 білий ферзь · c3 чорний хрестик · e3 чорний хрестик | c5 чорний хрестик · e5 чорний хрестик · d4 білий ферзь · c3 чорний хрестик · e3 чорний хрестик | c5 чорний хрестик · e5 чорний хрестик · d4 білий ферзь · c3 чорний хрестик · e3 чорний хрестик | c5 чорний хрестик · e5 чорний хрестик · d4 білий ферзь · c3 чорний хрестик · e3 чорний хрестик | 3 |
| 2 | c5 чорний хрестик · e5 чорний хрестик · d4 білий ферзь · c3 чорний хрестик · e3 чорний хрестик | c5 чорний хрестик · e5 чорний хрестик · d4 білий ферзь · c3 чорний хрестик · e3 чорний хрестик | c5 чорний хрестик · e5 чорний хрестик · d4 білий ферзь · c3 чорний хрестик · e3 чорний хрестик | c5 чорний хрестик · e5 чорний хрестик · d4 білий ферзь · c3 чорний хрестик · e3 чорний хрестик | c5 чорний хрестик · e5 чорний хрестик · d4 білий ферзь · c3 чорний хрестик · e3 чорний хрестик | c5 чорний хрестик · e5 чорний хрестик · d4 білий ферзь · c3 чорний хрестик · e3 чорний хрестик | c5 чорний хрестик · e5 чорний хрестик · d4 білий ферзь · c3 чорний хрестик · e3 чорний хрестик | c5 чорний хрестик · e5 чорний хрестик · d4 білий ферзь · c3 чорний хрестик · e3 чорний хрестик | 2 |
| 1 | c5 чорний хрестик · e5 чорний хрестик · d4 білий ферзь · c3 чорний хрестик · e3 чорний хрестик | c5 чорний хрестик · e5 чорний хрестик · d4 білий ферзь · c3 чорний хрестик · e3 чорний хрестик | c5 чорний хрестик · e5 чорний хрестик · d4 білий ферзь · c3 чорний хрестик · e3 чорний хрестик | c5 чорний хрестик · e5 чорний хрестик · d4 білий ферзь · c3 чорний хрестик · e3 чорний хрестик | c5 чорний хрестик · e5 чорний хрестик · d4 білий ферзь · c3 чорний хрестик · e3 чорний хрестик | c5 чорний хрестик · e5 чорний хрестик · d4 білий ферзь · c3 чорний хрестик · e3 чорний хрестик | c5 чорний хрестик · e5 чорний хрестик · d4 білий ферзь · c3 чорний хрестик · e3 чорний хрестик | c5 чорний хрестик · e5 чорний хрестик · d4 білий ферзь · c3 чорний хрестик · e3 чорний хрестик | 1 |
|   | a                                                                                              | b                                                                                              | c                                                                                              | d                                                                                              | e                                                                                              | f                                                                                              | g                                                                                              | h                                                                                              |   |

|   | a | b | c | d | e | f | g | h |   |
| 8 | c6 чорний хрестик · e6 чорний хрестик · b5 чорний хрестик · f5 чорний хрестик · d4 чорний кінь · b3 чорний хрестик · f3 чорний хрестик · c2 чорний хрестик · e2 чорний хрестик | c6 чорний хрестик · e6 чорний хрестик · b5 чорний хрестик · f5 чорний хрестик · d4 чорний кінь · b3 чорний хрестик · f3 чорний хрестик · c2 чорний хрестик · e2 чорний хрестик | c6 чорний хрестик · e6 чорний хрестик · b5 чорний хрестик · f5 чорний хрестик · d4 чорний кінь · b3 чорний хрестик · f3 чорний хрестик · c2 чорний хрестик · e2 чорний хрестик | c6 чорний хрестик · e6 чорний хрестик · b5 чорний хрестик · f5 чорний хрестик · d4 чорний кінь · b3 чорний хрестик · f3 чорний хрестик · c2 чорний хрестик · e2 чорний хрестик | c6 чорний хрестик · e6 чорний хрестик · b5 чорний хрестик · f5 чорний хрестик · d4 чорний кінь · b3 чорний хрестик · f3 чорний хрестик · c2 чорний хрестик · e2 чорний хрестик | c6 чорний хрестик · e6 чорний хрестик · b5 чорний хрестик · f5 чорний хрестик · d4 чорний кінь · b3 чорний хрестик · f3 чорний хрестик · c2 чорний хрестик · e2 чорний хрестик | c6 чорний хрестик · e6 чорний хрестик · b5 чорний хрестик · f5 чорний хрестик · d4 чорний кінь · b3 чорний хрестик · f3 чорний хрестик · c2 чорний хрестик · e2 чорний хрестик | c6 чорний хрестик · e6 чорний хрестик · b5 чорний хрестик · f5 чорний хрестик · d4 чорний кінь · b3 чорний хрестик · f3 чорний хрестик · c2 чорний хрестик · e2 чорний хрестик | 8 |
| 7 | c6 чорний хрестик · e6 чорний хрестик · b5 чорний хрестик · f5 чорний хрестик · d4 чорний кінь · b3 чорний хрестик · f3 чорний хрестик · c2 чорний хрестик · e2 чорний хрестик | c6 чорний хрестик · e6 чорний хрестик · b5 чорний хрестик · f5 чорний хрестик · d4 чорний кінь · b3 чорний хрестик · f3 чорний хрестик · c2 чорний хрестик · e2 чорний хрестик | c6 чорний хрестик · e6 чорний хрестик · b5 чорний хрестик · f5 чорний хрестик · d4 чорний кінь · b3 чорний хрестик · f3 чорний хрестик · c2 чорний хрестик · e2 чорний хрестик | c6 чорний хрестик · e6 чорний хрестик · b5 чорний хрестик · f5 чорний хрестик · d4 чорний кінь · b3 чорний хрестик · f3 чорний хрестик · c2 чорний хрестик · e2 чорний хрестик | c6 чорний хрестик · e6 чорний хрестик · b5 чорний хрестик · f5 чорний хрестик · d4 чорний кінь · b3 чорний хрестик · f3 чорний хрестик · c2 чорний хрестик · e2 чорний хрестик | c6 чорний хрестик · e6 чорний хрестик · b5 чорний хрестик · f5 чорний хрестик · d4 чорний кінь · b3 чорний хрестик · f3 чорний хрестик · c2 чорний хрестик · e2 чорний хрестик | c6 чорний хрестик · e6 чорний хрестик · b5 чорний хрестик · f5 чорний хрестик · d4 чорний кінь · b3 чорний хрестик · f3 чорний хрестик · c2 чорний хрестик · e2 чорний хрестик | c6 чорний хрестик · e6 чорний хрестик · b5 чорний хрестик · f5 чорний хрестик · d4 чорний кінь · b3 чорний хрестик · f3 чорний хрестик · c2 чорний хрестик · e2 чорний хрестик | 7 |
| 6 | c6 чорний хрестик · e6 чорний хрестик · b5 чорний хрестик · f5 чорний хрестик · d4 чорний кінь · b3 чорний хрестик · f3 чорний хрестик · c2 чорний хрестик · e2 чорний хрестик | c6 чорний хрестик · e6 чорний хрестик · b5 чорний хрестик · f5 чорний хрестик · d4 чорний кінь · b3 чорний хрестик · f3 чорний хрестик · c2 чорний хрестик · e2 чорний хрестик | c6 чорний хрестик · e6 чорний хрестик · b5 чорний хрестик · f5 чорний хрестик · d4 чорний кінь · b3 чорний хрестик · f3 чорний хрестик · c2 чорний хрестик · e2 чорний хрестик | c6 чорний хрестик · e6 чорний хрестик · b5 чорний хрестик · f5 чорний хрестик · d4 чорний кінь · b3 чорний хрестик · f3 чорний хрестик · c2 чорний хрестик · e2 чорний хрестик | c6 чорний хрестик · e6 чорний хрестик · b5 чорний хрестик · f5 чорний хрестик · d4 чорний кінь · b3 чорний хрестик · f3 чорний хрестик · c2 чорний хрестик · e2 чорний хрестик | c6 чорний хрестик · e6 чорний хрестик · b5 чорний хрестик · f5 чорний хрестик · d4 чорний кінь · b3 чорний хрестик · f3 чорний хрестик · c2 чорний хрестик · e2 чорний хрестик | c6 чорний хрестик · e6 чорний хрестик · b5 чорний хрестик · f5 чорний хрестик · d4 чорний кінь · b3 чорний хрестик · f3 чорний хрестик · c2 чорний хрестик · e2 чорний хрестик | c6 чорний хрестик · e6 чорний хрестик · b5 чорний хрестик · f5 чорний хрестик · d4 чорний кінь · b3 чорний хрестик · f3 чорний хрестик · c2 чорний хрестик · e2 чорний хрестик | 6 |
| 5 | c6 чорний хрестик · e6 чорний хрестик · b5 чорний хрестик · f5 чорний хрестик · d4 чорний кінь · b3 чорний хрестик · f3 чорний хрестик · c2 чорний хрестик · e2 чорний хрестик | c6 чорний хрестик · e6 чорний хрестик · b5 чорний хрестик · f5 чорний хрестик · d4 чорний кінь · b3 чорний хрестик · f3 чорний хрестик · c2 чорний хрестик · e2 чорний хрестик | c6 чорний хрестик · e6 чорний хрестик · b5 чорний хрестик · f5 чорний хрестик · d4 чорний кінь · b3 чорний хрестик · f3 чорний хрестик · c2 чорний хрестик · e2 чорний хрестик | c6 чорний хрестик · e6 чорний хрестик · b5 чорний хрестик · f5 чорний хрестик · d4 чорний кінь · b3 чорний хрестик · f3 чорний хрестик · c2 чорний хрестик · e2 чорний хрестик | c6 чорний хрестик · e6 чорний хрестик · b5 чорний хрестик · f5 чорний хрестик · d4 чорний кінь · b3 чорний хрестик · f3 чорний хрестик · c2 чорний хрестик · e2 чорний хрестик | c6 чорний хрестик · e6 чорний хрестик · b5 чорний хрестик · f5 чорний хрестик · d4 чорний кінь · b3 чорний хрестик · f3 чорний хрестик · c2 чорний хрестик · e2 чорний хрестик | c6 чорний хрестик · e6 чорний хрестик · b5 чорний хрестик · f5 чорний хрестик · d4 чорний кінь · b3 чорний хрестик · f3 чорний хрестик · c2 чорний хрестик · e2 чорний хрестик | c6 чорний хрестик · e6 чорний хрестик · b5 чорний хрестик · f5 чорний хрестик · d4 чорний кінь · b3 чорний хрестик · f3 чорний хрестик · c2 чорний хрестик · e2 чорний хрестик | 5 |
| 4 | c6 чорний хрестик · e6 чорний хрестик · b5 чорний хрестик · f5 чорний хрестик · d4 чорний кінь · b3 чорний хрестик · f3 чорний хрестик · c2 чорний хрестик · e2 чорний хрестик | c6 чорний хрестик · e6 чорний хрестик · b5 чорний хрестик · f5 чорний хрестик · d4 чорний кінь · b3 чорний хрестик · f3 чорний хрестик · c2 чорний хрестик · e2 чорний хрестик | c6 чорний хрестик · e6 чорний хрестик · b5 чорний хрестик · f5 чорний хрестик · d4 чорний кінь · b3 чорний хрестик · f3 чорний хрестик · c2 чорний хрестик · e2 чорний хрестик | c6 чорний хрестик · e6 чорний хрестик · b5 чорний хрестик · f5 чорний хрестик · d4 чорний кінь · b3 чорний хрестик · f3 чорний хрестик · c2 чорний хрестик · e2 чорний хрестик | c6 чорний хрестик · e6 чорний хрестик · b5 чорний хрестик · f5 чорний хрестик · d4 чорний кінь · b3 чорний хрестик · f3 чорний хрестик · c2 чорний хрестик · e2 чорний хрестик | c6 чорний хрестик · e6 чорний хрестик · b5 чорний хрестик · f5 чорний хрестик · d4 чорний кінь · b3 чорний хрестик · f3 чорний хрестик · c2 чорний хрестик · e2 чорний хрестик | c6 чорний хрестик · e6 чорний хрестик · b5 чорний хрестик · f5 чорний хрестик · d4 чорний кінь · b3 чорний хрестик · f3 чорний хрестик · c2 чорний хрестик · e2 чорний хрестик | c6 чорний хрестик · e6 чорний хрестик · b5 чорний хрестик · f5 чорний хрестик · d4 чорний кінь · b3 чорний хрестик · f3 чорний хрестик · c2 чорний хрестик · e2 чорний хрестик | 4 |
| 3 | c6 чорний хрестик · e6 чорний хрестик · b5 чорний хрестик · f5 чорний хрестик · d4 чорний кінь · b3 чорний хрестик · f3 чорний хрестик · c2 чорний хрестик · e2 чорний хрестик | c6 чорний хрестик · e6 чорний хрестик · b5 чорний хрестик · f5 чорний хрестик · d4 чорний кінь · b3 чорний хрестик · f3 чорний хрестик · c2 чорний хрестик · e2 чорний хрестик | c6 чорний хрестик · e6 чорний хрестик · b5 чорний хрестик · f5 чорний хрестик · d4 чорний кінь · b3 чорний хрестик · f3 чорний хрестик · c2 чорний хрестик · e2 чорний хрестик | c6 чорний хрестик · e6 чорний хрестик · b5 чорний хрестик · f5 чорний хрестик · d4 чорний кінь · b3 чорний хрестик · f3 чорний хрестик · c2 чорний хрестик · e2 чорний хрестик | c6 чорний хрестик · e6 чорний хрестик · b5 чорний хрестик · f5 чорний хрестик · d4 чорний кінь · b3 чорний хрестик · f3 чорний хрестик · c2 чорний хрестик · e2 чорний хрестик | c6 чорний хрестик · e6 чорний хрестик · b5 чорний хрестик · f5 чорний хрестик · d4 чорний кінь · b3 чорний хрестик · f3 чорний хрестик · c2 чорний хрестик · e2 чорний хрестик | c6 чорний хрестик · e6 чорний хрестик · b5 чорний хрестик · f5 чорний хрестик · d4 чорний кінь · b3 чорний хрестик · f3 чорний хрестик · c2 чорний хрестик · e2 чорний хрестик | c6 чорний хрестик · e6 чорний хрестик · b5 чорний хрестик · f5 чорний хрестик · d4 чорний кінь · b3 чорний хрестик · f3 чорний хрестик · c2 чорний хрестик · e2 чорний хрестик | 3 |
| 2 | c6 чорний хрестик · e6 чорний хрестик · b5 чорний хрестик · f5 чорний хрестик · d4 чорний кінь · b3 чорний хрестик · f3 чорний хрестик · c2 чорний хрестик · e2 чорний хрестик | c6 чорний хрестик · e6 чорний хрестик · b5 чорний хрестик · f5 чорний хрестик · d4 чорний кінь · b3 чорний хрестик · f3 чорний хрестик · c2 чорний хрестик · e2 чорний хрестик | c6 чорний хрестик · e6 чорний хрестик · b5 чорний хрестик · f5 чорний хрестик · d4 чорний кінь · b3 чорний хрестик · f3 чорний хрестик · c2 чорний хрестик · e2 чорний хрестик | c6 чорний хрестик · e6 чорний хрестик · b5 чорний хрестик · f5 чорний хрестик · d4 чорний кінь · b3 чорний хрестик · f3 чорний хрестик · c2 чорний хрестик · e2 чорний хрестик | c6 чорний хрестик · e6 чорний хрестик · b5 чорний хрестик · f5 чорний хрестик · d4 чорний кінь · b3 чорний хрестик · f3 чорний хрестик · c2 чорний хрестик · e2 чорний хрестик | c6 чорний хрестик · e6 чорний хрестик · b5 чорний хрестик · f5 чорний хрестик · d4 чорний кінь · b3 чорний хрестик · f3 чорний хрестик · c2 чорний хрестик · e2 чорний хрестик | c6 чорний хрестик · e6 чорний хрестик · b5 чорний хрестик · f5 чорний хрестик · d4 чорний кінь · b3 чорний хрестик · f3 чорний хрестик · c2 чорний хрестик · e2 чорний хрестик | c6 чорний хрестик · e6 чорний хрестик · b5 чорний хрестик · f5 чорний хрестик · d4 чорний кінь · b3 чорний хрестик · f3 чорний хрестик · c2 чорний хрестик · e2 чорний хрестик | 2 |
| 1 | c6 чорний хрестик · e6 чорний хрестик · b5 чорний хрестик · f5 чорний хрестик · d4 чорний кінь · b3 чорний хрестик · f3 чорний хрестик · c2 чорний хрестик · e2 чорний хрестик | c6 чорний хрестик · e6 чорний хрестик · b5 чорний хрестик · f5 чорний хрестик · d4 чорний кінь · b3 чорний хрестик · f3 чорний хрестик · c2 чорний хрестик · e2 чорний хрестик | c6 чорний хрестик · e6 чорний хрестик · b5 чорний хрестик · f5 чорний хрестик · d4 чорний кінь · b3 чорний хрестик · f3 чорний хрестик · c2 чорний хрестик · e2 чорний хрестик | c6 чорний хрестик · e6 чорний хрестик · b5 чорний хрестик · f5 чорний хрестик · d4 чорний кінь · b3 чорний хрестик · f3 чорний хрестик · c2 чорний хрестик · e2 чорний хрестик | c6 чорний хрестик · e6 чорний хрестик · b5 чорний хрестик · f5 чорний хрестик · d4 чорний кінь · b3 чорний хрестик · f3 чорний хрестик · c2 чорний хрестик · e2 чорний хрестик | c6 чорний хрестик · e6 чорний хрестик · b5 чорний хрестик · f5 чорний хрестик · d4 чорний кінь · b3 чорний хрестик · f3 чорний хрестик · c2 чорний хрестик · e2 чорний хрестик | c6 чорний хрестик · e6 чорний хрестик · b5 чорний хрестик · f5 чорний хрестик · d4 чорний кінь · b3 чорний хрестик · f3 чорний хрестик · c2 чорний хрестик · e2 чорний хрестик | c6 чорний хрестик · e6 чорний хрестик · b5 чорний хрестик · f5 чорний хрестик · d4 чорний кінь · b3 чорний хрестик · f3 чорний хрестик · c2 чорний хрестик · e2 чорний хрестик | 1 |
|   | a | b | c | d | e | f | g | h |   |

|   | a                                                                                       | b                                                                                       | c                                                                                       | d                                                                                       | e                                                                                       | f                                                                                       | g                                                                                       | h                                                                                       |   |
| 8 | e7 білий кружок · g7 білий кружок · f6 білий пішак · c5 чорний хрестик · c4 білий пішак | e7 білий кружок · g7 білий кружок · f6 білий пішак · c5 чорний хрестик · c4 білий пішак | e7 білий кружок · g7 білий кружок · f6 білий пішак · c5 чорний хрестик · c4 білий пішак | e7 білий кружок · g7 білий кружок · f6 білий пішак · c5 чорний хрестик · c4 білий пішак | e7 білий кружок · g7 білий кружок · f6 білий пішак · c5 чорний хрестик · c4 білий пішак | e7 білий кружок · g7 білий кружок · f6 білий пішак · c5 чорний хрестик · c4 білий пішак | e7 білий кружок · g7 білий кружок · f6 білий пішак · c5 чорний хрестик · c4 білий пішак | e7 білий кружок · g7 білий кружок · f6 білий пішак · c5 чорний хрестик · c4 білий пішак | 8 |
| 7 | e7 білий кружок · g7 білий кружок · f6 білий пішак · c5 чорний хрестик · c4 білий пішак | e7 білий кружок · g7 білий кружок · f6 білий пішак · c5 чорний хрестик · c4 білий пішак | e7 білий кружок · g7 білий кружок · f6 білий пішак · c5 чорний хрестик · c4 білий пішак | e7 білий кружок · g7 білий кружок · f6 білий пішак · c5 чорний хрестик · c4 білий пішак | e7 білий кружок · g7 білий кружок · f6 білий пішак · c5 чорний хрестик · c4 білий пішак | e7 білий кружок · g7 білий кружок · f6 білий пішак · c5 чорний хрестик · c4 білий пішак | e7 білий кружок · g7 білий кружок · f6 білий пішак · c5 чорний хрестик · c4 білий пішак | e7 білий кружок · g7 білий кружок · f6 білий пішак · c5 чорний хрестик · c4 білий пішак | 7 |
| 6 | e7 білий кружок · g7 білий кружок · f6 білий пішак · c5 чорний хрестик · c4 білий пішак | e7 білий кружок · g7 білий кружок · f6 білий пішак · c5 чорний хрестик · c4 білий пішак | e7 білий кружок · g7 білий кружок · f6 білий пішак · c5 чорний хрестик · c4 білий пішак | e7 білий кружок · g7 білий кружок · f6 білий пішак · c5 чорний хрестик · c4 білий пішак | e7 білий кружок · g7 білий кружок · f6 білий пішак · c5 чорний хрестик · c4 білий пішак | e7 білий кружок · g7 білий кружок · f6 білий пішак · c5 чорний хрестик · c4 білий пішак | e7 білий кружок · g7 білий кружок · f6 білий пішак · c5 чорний хрестик · c4 білий пішак | e7 білий кружок · g7 білий кружок · f6 білий пішак · c5 чорний хрестик · c4 білий пішак | 6 |
| 5 | e7 білий кружок · g7 білий кружок · f6 білий пішак · c5 чорний хрестик · c4 білий пішак | e7 білий кружок · g7 білий кружок · f6 білий пішак · c5 чорний хрестик · c4 білий пішак | e7 білий кружок · g7 білий кружок · f6 білий пішак · c5 чорний хрестик · c4 білий пішак | e7 білий кружок · g7 білий кружок · f6 білий пішак · c5 чорний хрестик · c4 білий пішак | e7 білий кружок · g7 білий кружок · f6 білий пішак · c5 чорний хрестик · c4 білий пішак | e7 білий кружок · g7 білий кружок · f6 білий пішак · c5 чорний хрестик · c4 білий пішак | e7 білий кружок · g7 білий кружок · f6 білий пішак · c5 чорний хрестик · c4 білий пішак | e7 білий кружок · g7 білий кружок · f6 білий пішак · c5 чорний хрестик · c4 білий пішак | 5 |
| 4 | e7 білий кружок · g7 білий кружок · f6 білий пішак · c5 чорний хрестик · c4 білий пішак | e7 білий кружок · g7 білий кружок · f6 білий пішак · c5 чорний хрестик · c4 білий пішак | e7 білий кружок · g7 білий кружок · f6 білий пішак · c5 чорний хрестик · c4 білий пішак | e7 білий кружок · g7 білий кружок · f6 білий пішак · c5 чорний хрестик · c4 білий пішак | e7 білий кружок · g7 білий кружок · f6 білий пішак · c5 чорний хрестик · c4 білий пішак | e7 білий кружок · g7 білий кружок · f6 білий пішак · c5 чорний хрестик · c4 білий пішак | e7 білий кружок · g7 білий кружок · f6 білий пішак · c5 чорний хрестик · c4 білий пішак | e7 білий кружок · g7 білий кружок · f6 білий пішак · c5 чорний хрестик · c4 білий пішак | 4 |
| 3 | e7 білий кружок · g7 білий кружок · f6 білий пішак · c5 чорний хрестик · c4 білий пішак | e7 білий кружок · g7 білий кружок · f6 білий пішак · c5 чорний хрестик · c4 білий пішак | e7 білий кружок · g7 білий кружок · f6 білий пішак · c5 чорний хрестик · c4 білий пішак | e7 білий кружок · g7 білий кружок · f6 білий пішак · c5 чорний хрестик · c4 білий пішак | e7 білий кружок · g7 білий кружок · f6 білий пішак · c5 чорний хрестик · c4 білий пішак | e7 білий кружок · g7 білий кружок · f6 білий пішак · c5 чорний хрестик · c4 білий пішак | e7 білий кружок · g7 білий кружок · f6 білий пішак · c5 чорний хрестик · c4 білий пішак | e7 білий кружок · g7 білий кружок · f6 білий пішак · c5 чорний хрестик · c4 білий пішак | 3 |
| 2 | e7 білий кружок · g7 білий кружок · f6 білий пішак · c5 чорний хрестик · c4 білий пішак | e7 білий кружок · g7 білий кружок · f6 білий пішак · c5 чорний хрестик · c4 білий пішак | e7 білий кружок · g7 білий кружок · f6 білий пішак · c5 чорний хрестик · c4 білий пішак | e7 білий кружок · g7 білий кружок · f6 білий пішак · c5 чорний хрестик · c4 білий пішак | e7 білий кружок · g7 білий кружок · f6 білий пішак · c5 чорний хрестик · c4 білий пішак | e7 білий кружок · g7 білий кружок · f6 білий пішак · c5 чорний хрестик · c4 білий пішак | e7 білий кружок · g7 білий кружок · f6 білий пішак · c5 чорний хрестик · c4 білий пішак | e7 білий кружок · g7 білий кружок · f6 білий пішак · c5 чорний хрестик · c4 білий пішак | 2 |
| 1 | e7 білий кружок · g7 білий кружок · f6 білий пішак · c5 чорний хрестик · c4 білий пішак | e7 білий кружок · g7 білий кружок · f6 білий пішак · c5 чорний хрестик · c4 білий пішак | e7 білий кружок · g7 білий кружок · f6 білий пішак · c5 чорний хрестик · c4 білий пішак | e7 білий кружок · g7 білий кружок · f6 білий пішак · c5 чорний хрестик · c4 білий пішак | e7 білий кружок · g7 білий кружок · f6 білий пішак · c5 чорний хрестик · c4 білий пішак | e7 білий кружок · g7 білий кружок · f6 білий пішак · c5 чорний хрестик · c4 білий пішак | e7 білий кружок · g7 білий кружок · f6 білий пішак · c5 чорний хрестик · c4 білий пішак | e7 білий кружок · g7 білий кружок · f6 білий пішак · c5 чорний хрестик · c4 білий пішак | 1 |
|   | a                                                                                       | b                                                                                       | c                                                                                       | d                                                                                       | e                                                                                       | f                                                                                       | g                                                                                       | h                                                                                       |   |

### Закінчення гри

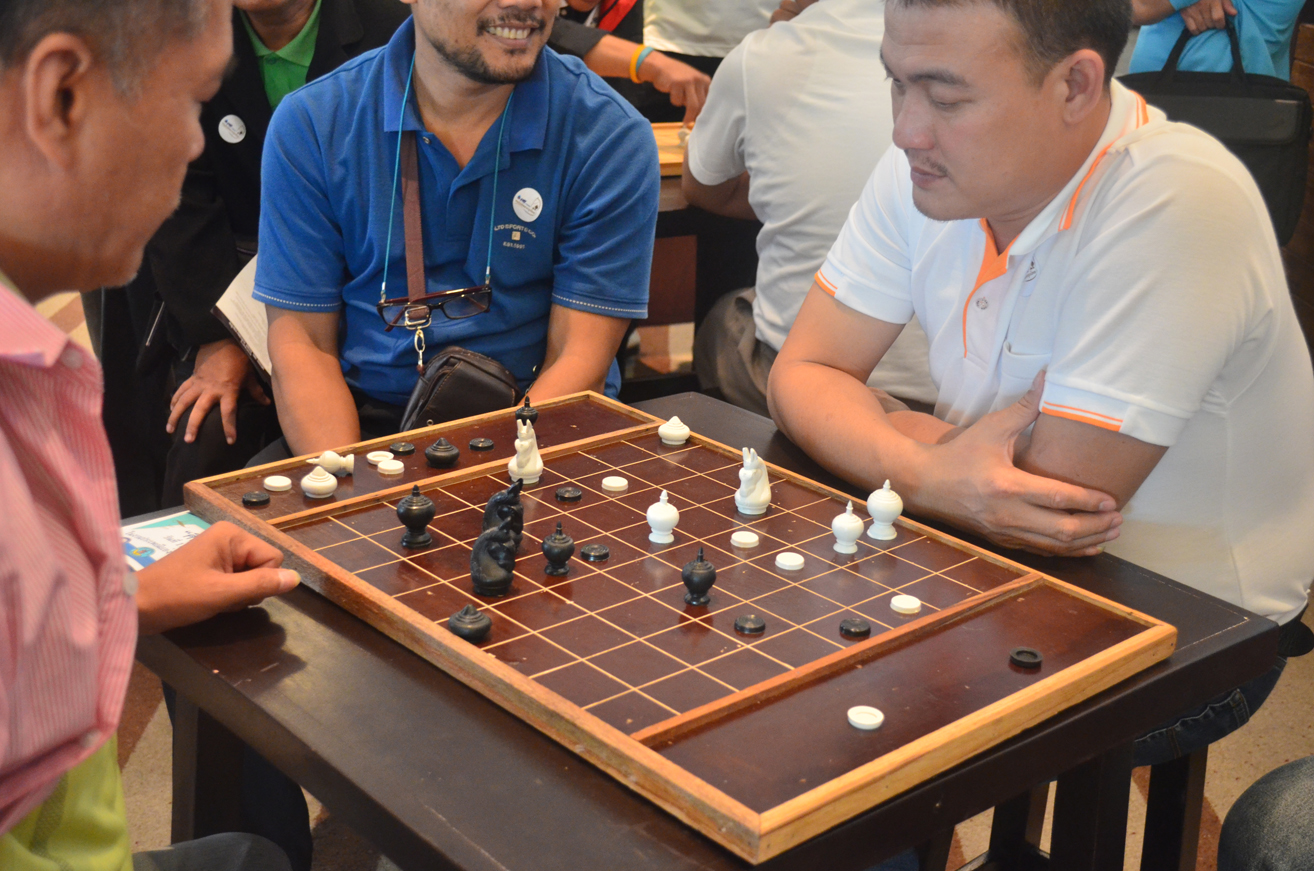
Тайці грають у макрук

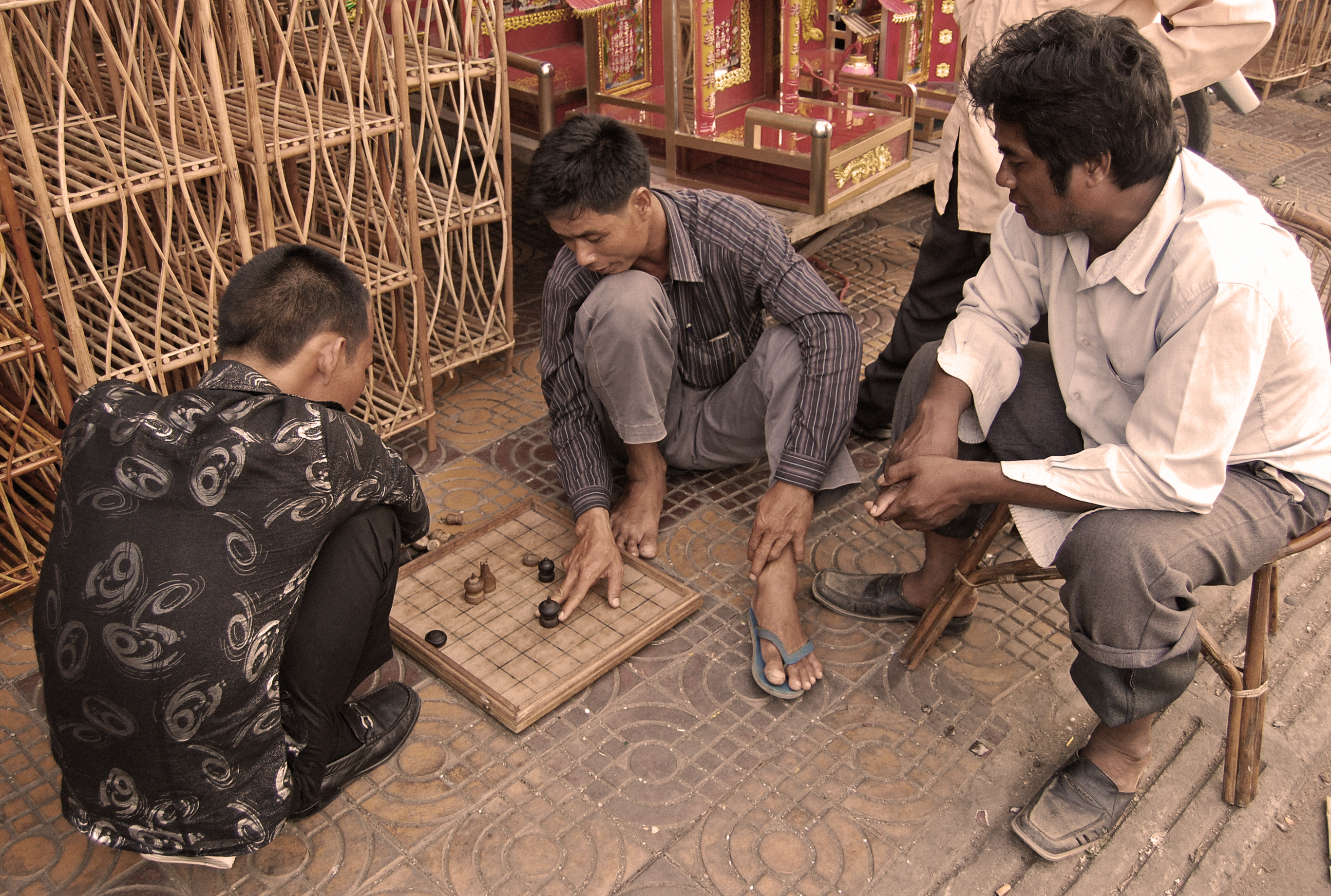
Камбоджійці грають у оук (макрук)

На відміну від шахів, макрук може закінчуватися не лише поразкою противника, але й втечею.  Ці правила рідко використовують, через складність підрахунку.
Коли у обох сторін не залишається пішаків, розпочинається відлік у 64 ходи. Цей процес символізує втечу з поля битви того, хто програє. Якщо гра не закінчується - оголошується нічия. Утікач може зупинити відлік і продовжити боротьбу. Якщо утікач випадково ставить мат, але не припиняв відлік - все рівно оголошується нічия. Якщо у втікача залишається лише один король, зворотній відлік ходів поновлюється. Тепер кількість ходів залежить від кількості фігур у супротивника.
- є дві тури: 8 ходів мінус  загальна кількість фігур на дошці;
- є одна тура: 16 ходів мінус  загальна кількість фігур на дошці;
- немає тур, але є два слона: 22 ходів мінус загальна кількість фігур на дошці;
- немає тур, але є один слон: 44 ходів мінус загальна кількість фігур на дошці;
- немає тур і слонів, але є два коня: 32 ходів мінус загальна кількість фігур на дошці;
- немає тур і слонів, але є один кінь: 64 ходів  мінус загальна кількість фігур на дошці;
- немає тур, слонів, коней, але є королева: 64 ходів  мінус загальна кількість фігур на дошці;

Утікач виголошує номер ходу вголос кожен раз. Якщо під час гри втікач б'є фігуру супротивника - рахунок не починається заново, а продовжується.
Приклад: проти чорного короля, що тікає, виступають білі дві тури і кінь. Щоб утекти чорному королю необхідно зробити три ходи (8 мінус 4 білих фігур і один чорний король)
У патовій ситуації визнається нічия.

## Варіанти
У Камбоджі макрук називають оук. Це макрук з дрібними відхиленями від основних правил. Наприклад, король може ходити як кінь під час першого ходу, якщо жодна фігура ще не була забрана. Королева може ходити перший хід на дві клітинки вперед, якщо жодна фігура не була забрана.
Є варіант гри, коли супротивник програє після першого шаху.

## Цікаві факти
- Колишній світовий чемпіон Володимир Крамнік вважає, що макрук потребує більше уваги і стратегії, аніж шахи.[4]
- Традиційно фігури пішаків робили з мушель каурі, які раніше використовували як гроші. Мушлі природно мають темне і світле забарвлення. При заміні пішака мушлю перевертали отвором догори[2].